# علي عبدي فراح
علي عبدي فراح هو سياسي جيبوتي، ولد في 16 فبراير 1947 في جيبوتي في جيبوتي. حزبياً، نشط في التجمع الشعبي من أجل التقدم. وقد انتخب عضو الجمعية الوطنية في جيبوتي.